# Bezirksliga Oberschlesien 1937/38
De Bezirksliga Oberschlesien 1937/38 was het vijfde voetbalkampioenschap van de Bezirksliga Oberschlesien, het tweede niveau onder de Gauliga Schlesien en een van de drie reeksen die de tweede klasse vormden. SpVgg Ratibor 03 werd kampioen en ging naar de eindronde voor promotie, met de twee andere regionale kampioenen en werd eerste waardoor ze promoveerden. 

## Bezirksliga

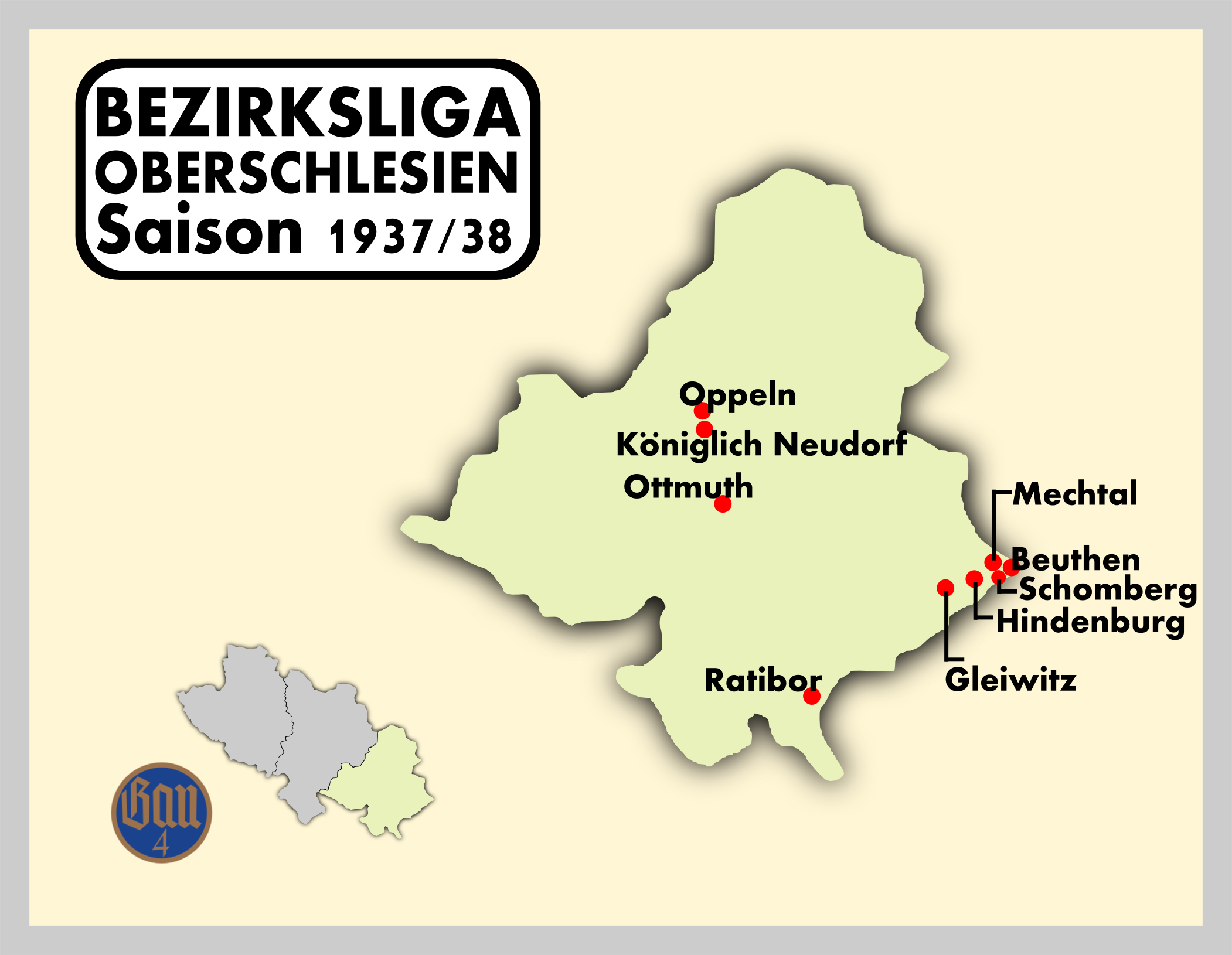
Speelsteden Bezirksliga Oberschlesien.

| Plaats | Club                              | Wed. | W  | G | V  | Saldo  | Ptn.  |
| ------ | --------------------------------- | ---- | -- | - | -- | ------ | ----- |
| 1.     | SpVgg Ratibor 03                  | 21   | 15 | 3 | 3  | 67:19  | 33:09 |
| 2.     | SV Borsigwerk                     | 20   | 14 | 3 | 3  | 71:29  | 31:09 |
| 3.     | SC Germania Oehringen             | 22   | 14 | 1 | 7  | 59:48  | 29:15 |
| 4.     | TuS Hindenburg 09                 | 22   | 12 | 1 | 9  | 54:42  | 25:19 |
| 5.     | SV Preußen Ratibor                | 21   | 10 | 4 | 7  | 63:33  | 24:18 |
| 6.     | SV 1912 Königlich Neudorf         | 20   | 9  | 4 | 7  | 34:42  | 22:18 |
| 7.     | VfB 1910 Gleiwitz                 | 21   | 8  | 4 | 9  | 43:40  | 20:22 |
| 8.     | Verein Oppelner Sportfreunde 1919 | 22   | 9  | 2 | 11 | 48:50  | 20:24 |
| 9.     | SuSV 1912 Mechtal                 | 22   | 8  | 1 | 13 | 39:46  | 17:27 |
| 10.    | DSC Ottmuth                       | 21   | 6  | 4 | 11 | 50:55  | 16:26 |
| 11.    | SV Schomberg                      | 22   | 8  | 0 | 14 | 46:61  | 16:28 |
| 12.    | Beuthener BC                      | 20   | 0  | 1 | 19 | 10:119 | 01:39 |

|  | Kampioen, deelname Promotie-eindronde |
|  | Degradatie naar 1. Kreisklasse        |

## Promotie-eindronde Kreisklasse
| Plaats | Club                                   | Wed. | W | G | V | Saldo | Ptn.  |
| ------ | -------------------------------------- | ---- | - | - | - | ----- | ----- |
| 1.     | Sportfreunde 1921 Ratibor              | 6    | 5 | 0 | 1 | 17:08 | 10:02 |
| 2.     | VfL 1935 Laband                        | 6    | 5 | 0 | 1 | 16:13 | 10:02 |
| 3.     | Vereinigte Sportfreunde Preußen Neisse | 6    | 1 | 1 | 4 | 10:13 | 03:09 |
| 4.     | WKG Krappitz                           | 6    | 0 | 1 | 5 | 06:15 | 01:11 |

|  | Promotie naar Bezirksliga Oberschlesien 1938/39 |